# Bosques de Monterreal
Bosques de Monterreal es un complejo turístico con estación de esquí alpino y campo de golf en el municipio de Arteaga, estado de Coahuila, México. El desarrollo tiene una pista de esquí seco principal con longitud de 230 metros, una pendiente a 20 grados de inclinación sobre el terreno natural en la ladera norte de la Sierra de la Marta, se considera pista azul en términos técnicos y también cuenta con una pista de aprendizaje y trineos con longitud de 145 metros. Es la primera pista de esquí en México y la primera pista seca en América Latina.
En el lugar existe dos pistas de esquí con instalaciones adaptadas para el aprendizaje de este deporte durante todo el año, se puede esquiar con nieve natural en los meses de diciembre y enero; si las nevadas fueron intensas y la calidad de nieve es la adecuada. Estas pistas fueron diseñadas por los europeos para los atletas olímpicos que les permita tener niveles altos de competitividad cuando no hay presencia de nieve.
El campo de golf se encuentra al norte del complejo, sobre la Sierra Las Alazanas.

## Clima
Monterreal presenta un Clima frío semiárido BSk según el clima de (Köppen) o BSlk (Trewartha). Las montañas circundantes capturan más humedad y reciben mayores niveles de precipitaciones, presentando un clima oceánico. Mientras que los meses de verano son testigos de la mayoría de las precipitaciones, chubascos de nieve en invierno ocurren cuando los frentes fríos de Texas llegan a la Sierra Madre Oriental.
| Parámetros climáticos promedio de Arteaga, Jame, Coauhila (1981-2010 periodo). Elevación: 2759   | Parámetros climáticos promedio de Arteaga, Jame, Coauhila (1981-2010 periodo). Elevación: 2759 | Parámetros climáticos promedio de Arteaga, Jame, Coauhila (1981-2010 periodo). Elevación: 2759 | Parámetros climáticos promedio de Arteaga, Jame, Coauhila (1981-2010 periodo). Elevación: 2759 | Parámetros climáticos promedio de Arteaga, Jame, Coauhila (1981-2010 periodo). Elevación: 2759 | Parámetros climáticos promedio de Arteaga, Jame, Coauhila (1981-2010 periodo). Elevación: 2759 | Parámetros climáticos promedio de Arteaga, Jame, Coauhila (1981-2010 periodo). Elevación: 2759 | Parámetros climáticos promedio de Arteaga, Jame, Coauhila (1981-2010 periodo). Elevación: 2759 | Parámetros climáticos promedio de Arteaga, Jame, Coauhila (1981-2010 periodo). Elevación: 2759 | Parámetros climáticos promedio de Arteaga, Jame, Coauhila (1981-2010 periodo). Elevación: 2759 | Parámetros climáticos promedio de Arteaga, Jame, Coauhila (1981-2010 periodo). Elevación: 2759 | Parámetros climáticos promedio de Arteaga, Jame, Coauhila (1981-2010 periodo). Elevación: 2759 | Parámetros climáticos promedio de Arteaga, Jame, Coauhila (1981-2010 periodo). Elevación: 2759 | Parámetros climáticos promedio de Arteaga, Jame, Coauhila (1981-2010 periodo). Elevación: 2759 |
| Mes                                                                                              | Ene.                                                                                           | Feb.                                                                                           | Mar.                                                                                           | Abr.                                                                                           | May.                                                                                           | Jun.                                                                                           | Jul.                                                                                           | Ago.                                                                                           | Sep.                                                                                           | Oct.                                                                                           | Nov.                                                                                           | Dic.                                                                                           | Anual                                                                                          |
| ------------------------------------------------------------------------------------------------ | ---------------------------------------------------------------------------------------------- | ---------------------------------------------------------------------------------------------- | ---------------------------------------------------------------------------------------------- | ---------------------------------------------------------------------------------------------- | ---------------------------------------------------------------------------------------------- | ---------------------------------------------------------------------------------------------- | ---------------------------------------------------------------------------------------------- | ---------------------------------------------------------------------------------------------- | ---------------------------------------------------------------------------------------------- | ---------------------------------------------------------------------------------------------- | ---------------------------------------------------------------------------------------------- | ---------------------------------------------------------------------------------------------- | ---------------------------------------------------------------------------------------------- |
| Temp. máx. media (°C)                                                                            | 16.1                                                                                           | 17.4                                                                                           | 20.0                                                                                           | 22.1                                                                                           | 24.2                                                                                           | 24.2                                                                                           | 22.3                                                                                           | 21.9                                                                                           | 20.8                                                                                           | 20.8                                                                                           | 18.8                                                                                           | 16.3                                                                                           | 20.4                                                                                           |
| Temp. media (°C)                                                                                 | 8.2                                                                                            | 9.3                                                                                            | 11.3                                                                                           | 13.5                                                                                           | 15.4                                                                                           | 16.2                                                                                           | 14.9                                                                                           | 14.5                                                                                           | 13.4                                                                                           | 12.7                                                                                           | 10.5                                                                                           | 8.5                                                                                            | 12.4                                                                                           |
| Temp. mín. media (°C)                                                                            | 0.3                                                                                            | 1.3                                                                                            | 2.6                                                                                            | 5.0                                                                                            | 6.7                                                                                            | 8.1                                                                                            | 7.5                                                                                            | 7.1                                                                                            | 6.0                                                                                            | 4.6                                                                                            | 2.1                                                                                            | 0.7                                                                                            | 4.3                                                                                            |
| Precipitación total (mm)                                                                         | 21.0                                                                                           | 19.6                                                                                           | 12.2                                                                                           | 20.0                                                                                           | 38.4                                                                                           | 51.2                                                                                           | 64.8                                                                                           | 66.9                                                                                           | 53.9                                                                                           | 36.6                                                                                           | 14.0                                                                                           | 12.1                                                                                           | 410.7                                                                                          |
| Fuente: Mexican Meteorological Service SMN.Conagua «SMN.Conagua». Retrieved on October 26, 2020. |                                                                                                |                                                                                                |                                                                                                |                                                                                                |                                                                                                |                                                                                                |                                                                                                |                                                                                                |                                                                                                |                                                                                                |                                                                                                |                                                                                                |                                                                                                |